# Chartres-de-Bretagne

Chartres-de-Bretagne este o comună în departamentul Ille-et-Vilaine, Franța. În 1 ianuarie 2022 avea o populație de 8.678 de locuitori.